# Liste von Persönlichkeiten der Stadt Lennestadt
In der Liste der Persönlichkeiten der Stadt Lennestadt werden diejenigen Personen aufgenommen, die in dem Gebiet der heutigen Stadt Lennestadt geboren wurden oder verstarben und im enzyklopädischen Sinn von Bedeutung sind; des Weiteren diejenigen, die vor Ort gewirkt haben oder das Ehrenbürgerrecht halten haben.

## Ehrenbürger
- Paul Tigges (1922–2006), Schriftsteller

## Söhne und Töchter der Stadt

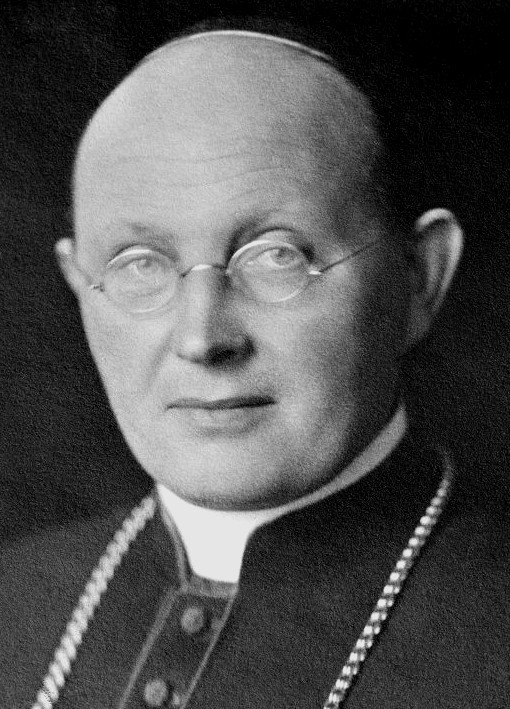
Karl Joseph Schulte

- Johann Christian Multer (1768–1838), deutscher Geistlicher, Theologe und Kirchenrechtler, geboren in Grevenbrück
- Joseph Freusberg (1806–1889), Weihbischof im Bistum Paderborn.
- Peter Soemer (1832–1902), Theologe und Dichter
- Albrecht Schmidt (1864–1945), Chemiker
- Karl Joseph Kardinal Schulte (1871–1941), Erzbischof und Kardinal
- Matthias Beule (1877–1921), Bildhauer
- Wilhelm Arnoldi  (* 30. Dezember 1884 in Siegen, umgesiedelt 1888 nach Altenhundem; † 18. April 1965 ebenda) Initiator des Aussichtsturms Hohe Bracht
- Johannes Becker (1875–1955), Politiker, MdR
- Franz Belke (1876–1941), Bildhauer
- Albert Boerger (* 4. November 1881 in Grevenbrück,† 28. März 1957 auf dem Versuchsgut La Estanzuela in Uruguay) war ein vielfach ausgezeichneter Agrarwissenschaftler
- Ewald Büngener (1916–1953), Bildhauer, Schöpfer der Nepomuk-Figur an der Lennebrücke in Grevenbrück
- Wilhelm Schneider-Didam (1869–1923), Porträtmaler der Düsseldorfer Schule
- Anna Kayser (1885–1962), Schriftstellerin
- Reinhold Bicher (1895–1975), Maler
- Hubert Tigges (1895–1971), Reiseveranstalter
- Adolf Hennecke (1905–1975), Bergmann und „Aktivist der ersten Stunde“ in der DDR
- Friedrich Ossig (1912–2004), Verwaltungsjurist bei der Deutschen Reichsbahn und der Deutschen Bundesbahn
- Hubert Mohr (1914–2011), ehemaliger Pallottiner, später Geschichtswissenschaftler in der DDR
- Erwin Krollmann (1930–1990), Mitbegründer und erster Stadtdirektor von Lennestadt
- Dieter Wild (1931–2019), Journalist und stellvertretender Chefredakteur beim Nachrichtenmagazin Der Spiegel
- Gerd Schulte (1943–2019), Politiker, MdL
- Harry Blum (1944–2000), Politiker und ehemaliger Oberbürgermeister Kölns
- Alfons Heimes (* 1946), Bürgermeister
- Friedel Schmidt (* 1946), Maler, Illustrator, Cartoonist, Schriftsteller
- Theo Kruse (* 1948), Politiker, MdL
- Walter Schneider (* 1949), Landrat des Landkreises Lörrach in Baden-Württemberg
- Joachim Klewes (* 1954), Sozialwissenschaftler
- Margareta Wolf (* 1957), Politikerin
- Helmut Schulte (* 1957), Fußballtrainer
- Robert Marteau (* 1962), Zauberkünstler und Mentalist
- Antonius Hamers (* 1969), Geistlicher und Jurist
- Ludger Helbig (* 1972), Koch, mit einem Stern im Guide Michelin ausgezeichnet
- Benjamin Mikfeld (* 1972), Politiker
- Dagmar Hanses (* 1975), Politikerin
- Christina Graf (* 1985), Sportjournalistin; erste Frau, die im deutschen Fernsehen ein Fußballspiel live kommentierte
- Julian Schauerte (* 1988), Fußballspieler beim SV Sandhausen

## Persönlichkeiten, die vor Ort gewirkt haben
- Josefa Berens-Totenohl (1891–1969), Schriftstellerin
- Hermann Broermann (1908–1995), Maler
- Helmut Körschgen (1923–2002), Laiendarsteller
- Anton Sunder-Plassmann (1860–1931), Bauunternehmer (insbes. Kirchenbau)